# Jan Knappert (taalkundige)
Jan Knappert (Heemstede, 14 januari 1927 - Hilversum, 30 mei 2005) was een Nederlands taalkundige.

## Leven en werk
Hij was zoon van arts/geneesheer Jan Knappert (zoon van hoogleraar Laurentius Knappert (1863-1943)
en Maria Noorthoven (1892-1963). Zijn vader overleed in 1928.
Knappert promoveerde in 1958 aan de Rijksuniversiteit Leiden op het epos van Heraklios, een vroeg episch gedicht in het Swahili. Knappert bestudeerde daarnaast Indische mythologie, vertaalde uit het Fins en was geïnteresseerd in Esperanto. Knappert werkte als docent aan de School of Oriental and African Studies in Londen, de Katholieke Universiteit Leuven en aan diverse Afrikaanse universiteiten.

## Publicaties
- 1958: Het epos van Heraklios. Een proeve van Swahili poëzie (proefschrift Leiden)
- 1969: "The Utenzi wa Katirifu or Ghazwa ya Sesebani", In: Afrika und Übersee, Band LII, 3–4, 81–104
- 1977: Het epos van Heraklios. Uit het Swahili vertaald in het oorspronkelijke metrum. Amsterdam: Meulenhoff
- 1977: Myths and Legends of Indonesia. Singapore: Heinemann Educational Books (Asia) Ltd.
- 1983: Kamusi Kiesperanto Kiswahili. Vortaro Esperanto-Suahila. Rotterdam: Universala Esperanto-Asocio (2e ed. 1996), ISBN 9290170271.[3]
- 1989: The A-Z of African Proverbs London: Karnak House
- 1990: African Mythology. London: The Aquarian Press
- 1991: Indian Mythology; an Encyclopedia of Myth and Legend. London: Harper Collins
- 1997: Lexikon der afrikanischen Mythologie : Mythen, Sagen und Legenden von A – Z. Weyarn : Seehamer. ISBN 3-932131-25-8
- 1997: Lexikon der indischen Mythologie : Mythen, Sagen und Legenden von A – Z. Weyarn : Seehamer. ISBN 3-932131-23-1
- 2001: The Book of African Fables. New York: Edwin Mellen Press
- 2003: The A-Z of African Love Songs. London: Karnak House
- 2005: Swahili Culture Book I and II. New York: Edwin Mellen Press